# Wiphala
El wiphala (pronunciat, en quítxua, /wɪˈpʰala/) és un emblema utilitzat comunament com a bandera per representar els pobles indígenes dels Andes.
La bandera està composta d'una labor de retalls de 7x7 quadrats de diferents colors, que representen els pobles collasuyu (blanc), contisuyu (groc), chinchaysuyu (vermell) i antisuyu (verd). Existeixen diferents variants on la franja més llarga és d'un color diferent, segons a quin poble representa.
La bandera s'associa tradicionalment a Túpac Katari i des del 2009 està reconeguda com la bandera oficial de Bolívia, juntament amb la bandera tricolor.